# Strażnica WOP Pławidło
Strażnica Wojsko Ochrony Pogranicza Tyrpice/Pławidło – nieistniejący obecnie podstawowy pododdział Wojsk Ochrony Pogranicza pełniący służbę graniczną na granicy z Niemiecką Republiką Demokratyczną.

## Formowanie i zmiany organizacyjne
Strażnica została sformowana w 1945 w strukturze 10 komendy odcinka Słońsk jako 46 strażnica WOP (Wyzen). Kierownictwo strażnicy stanowili: komendant strażnicy, zastępca komendanta do spraw polityczno-wychowawczych i zastępca do spraw zwiadu. Strażnica składała się z dwóch drużyn strzeleckich, drużyny fizylierów, drużyny łączności i gospodarczej. Etat przewidywał także instruktora do tresury psów służbowych oraz instruktora sanitarnego. 
W związku z reorganizacją oddziałów WOP, 24 kwietnia 1948 strażnica została włączona w struktury 36 batalionu Ochrony Pogranicza, a 1 stycznia 1951 94 batalionu WOP. 
Od 15 marca 1954 wprowadzono nową numerację strażnic, a strażnica WOP Pławidło III kategorii otrzymała ten sam numer: 46 w skali kraju. 
Jesienią 1954 strażnica została przeniesiona do nowego obiektu, wybudowanego w tej miejscowości, typowej strażnicy WOP. 
W 1956 rozpoczęto numerowanie strażnic na poziomie brygady. Strażnica WOP Pławidło II kategorii była 19. w 9 Brygadzie Wojsk Ochrony Pogranicza. 
1 stycznia 1960 była jako 3 strażnica WOP IV kategorii Pławidło w strukturach 93 batalionu WOP. Rozkazem organizacyjnym dowódcy WOP nr 0148 z 2.09.1963 przeniesiono strażnicę Pławidło z kategorii IV do III. Kilka miesięcy później przeformowano Strażnicę lądową WOP Płowidło III kategorii na strażnicę rzeczną kategorii I. W marcu 1968 będąca w strukturach batalionu rzecznego WOP Słubice, była jako Strażnica WOP rzeczna nr 3 Pławidło.
Rozwiązana w latach 70. XX w..

## Ochrona granicy
W 1960 3 strażnica WOP Pławidło IV kategorii ochraniała odcinek granicy państwowej o długości 7 000 m:
- Od znaku granicznego nr 512 do znaku gran. nr 523.

W 1963 strażnica przejęła część odcinka po rozformowanej Strażnicy WOP Nowy Lubusz.

### Strażnice sąsiednie
- 45 strażnica WOP Nowy Lubusz ⇔ 47 strażnica WOP Pamięcin – 1946
- 45 strażnica WOP Nowy Lubusz ⇔ 49 strażnica WOP Górzyca – 1948
- 4 strażnica WOP lądowa II kategorii Słubice ⇔ 2 strażnica WOP lądowa III kategorii Górzyca – 01.01.1964
- strażnica WOP rzeczna nr 4 Słubice ⇔ strażnica WOP rzeczna nr 2 Górzyca – 03.1968.

## Dowódcy strażnicy
- ppor. Piotr Kanak (od 11.10.1945)
- chor. Zdzisław Białyniecki (do 1948)
- sierż. Józef Kozłowski (był w 1950)
- sierż. Edmund Jaskulski (był w 1951)
- st. sierż. Romuald Jodko (od 1952)
- por. Henryk Cieśla (1953–1958)
- kpt. Wojciech Materka[9][10] (1958–1961)
- ppor. Kocieniewski cz.p.o. (1961–1962)
- kpt. Wojciech Materka[9][10] (1962–1963)
- por. Zdzisław Matuszewski (od 1963)
- kpt. Stanisław Sikora (do 09.12.1969)
- kpt. Jan Włodarkiewicz (09.12.1969–był w 1976).

Wykaz dowódców strażnicy podano za Józef Ostrowski: Lubuska Brygada Wojsk Ochrony Pogranicza 1945–1989. Ludzie – wydarzenia. s. 19.
- kpt. Władysław Sikora
- kpt. Zdzisław Matuszewski.